# John Slaughter
John Slaughter (* 12. August 1944 in Kenton (Middlesex); † 15. August 2010 in Bedford) war ein britischer Bluesrock- und Jazz-Gitarrist. Er wurde in der Band von Chris Barber bekannt, verfolgte aber auch eine Solokarriere. Seine Soli waren prägnant und erinnerten an B. B. King oder T-Bone Walker.

## Leben und Wirken
Slaughter erhielt als Zehnjähriger von seinem Vater zu Weihnachten ein Banjo geschenkt. Gemeinsam mit seinem Bruder, der Trompete spielte, lernte er nicht nur Skifflemusik, sondern auch Jazz. Beeinflusst durch den Rock ’n’ Roll wechselte er an seinem elften Geburtstag zur Gitarre. Als Schüler spielte er in unterschiedlichen Bands. 1964 trat er vertretungsweise bei John Mayall auf.
Als Barber für seine Band einen Gitarristen aus dem Bereich des Bluesrock suchte, um sie zeitgemäßer klingen zu lassen, fragte er auch Mayall, der Slaughter empfahl. Seine ersten Aufnahmen mit der Band von Barber machte er für das Album Good Morning Blues mit Gästen wie Ronnie Scott und Brian Auger. Slaughter spielte von 1964 bis zu seinem Tod Gitarre in Chris Barber’s Jazz and Blues Band (und später in der Big Chris Barber Band), abgesehen von einer Pause zwischen 1978 und den frühen 1980er Jahren. 
Slaughter gründete seine eigene Blues Band, zu der Sänger Paul Cox, Keyboarder Richard Simmons, Bassist Jim Rodford, Schlagzeuger Steve Dixon und die Saxophonisten Nick Payn, Andy Hamilton and Frank Mead gehörten. Mit dieser Band entstanden zwei Alben für Timeless Records, A New Coat of Paint in den Jahren 1990–91, gefolgt von All That Stuff Ain’t Real (1994). Die Band ist im Radio aufgetreten, ging international mit dem  World of Music and Dance R&B Festival auf Tournee und hatte Auftritte im 100 Club oder im New Morning und auf verschiedenen Festivals, etwa 1992 beim Montreux Jazz Festival. 2010 entstand ein Live-Mitschnitt mit Eight Wheel Drive.